# Jorge Galván

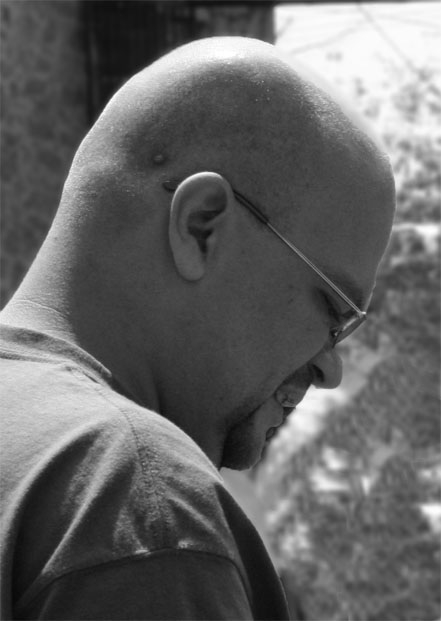
Jorge Galván (2007).

Jorge Galván Rosillo es un laureado escritor e ingeniero mexicano, conocido principalmente por su novela histórica El hierro y la pólvora, ganadora del Premio de Primera Novela UNAM – Alfaguara en 2006.
Nació en la Ciudad de México en abril de 1966.
Galván egresó como ingeniero en electrónica de la Universidad Autónoma Metropolitana (en Ciudad de México), y actualmente vive en Naucalpan (Estado de México).

## Novelas
- El hierro y la pólvora (2006).
- La duda (2002).